# محمود بو انیک
محمود بو انیک (انگلیسی: Mahmoud Bouanik؛ زادهٔ ۱ ژانویهٔ ۱۹۶۷) بازیکن هندبال اهل الجزایر بود.